# زمان‌بند یوال‌ئی
یوال‌ای (به انگلیسی: ULE scheduler) زمان‌بند پیشفرض در سیستم‌عامل فری‌بی‌اس‌دی (نسخه ۷٫۱ به بعد) برای معماری‌های i386 و AMD64 است که اولین بار در فری‌بی‌اس‌دی ۵ معرفی شد. اما برای مدت زیادی غیر فعال بود و سیستم‌عامل فری‌بی‌اس‌دی از زمان‌بند سنتی BSD استفاده می‌کرد تا ULE به پایداری و بلوغ کامل برسد. زمان‌بند سنتی بی‌اس‌دی، به طور کامل از چند پردازشی متقارن و چندریسمانی همزمان استفاده نمی‌کرد که در محیط‌های رایانشی مدرن دارای اهمیت بسیار هستند. هدف اصلی پروژه ULE استفاده بهتر از محیط‌های چند پردازشی متقارن و چندریسمانی همزمان است. کاربر می‌تواند با کامپایل کردن یک هسته سفارشی زمانبند دلخواه خود را انتخاب کند. یوال‌ای می‌تواند کارایی سیستم را هم در سیستم‌های تک‌پردازنده و هم در سیستم‌های چند پردازنده بهبود بخشد. همینطور در زیر بار سنگین هم می‌تواند سرعت پاسخگویی به درخواست‌های تعاملی کاربر را بهبود بخشد.